# (10636) 1998 QK56
(10636) 1998 QK56 es un asteroide que forma parte de los asteroides Apolo, descubierto el 28 de agosto de 1998 por el equipo del Lincoln Near-Earth Asteroid Research desde el Laboratorio Lincoln, Socorro, Nuevo México.

## Designación y nombre
Designado provisionalmente como 1998 QK56.

## Características orbitales
1998 QK56 está situado a una distancia media del Sol de 1,884 ua, pudiendo alejarse hasta 2,850 ua y acercarse hasta 0,9172 ua. Su excentricidad es 0,513 y la inclinación orbital 13,56 grados. Emplea 944,578 días en completar una órbita alrededor del Sol.

## Características físicas
La magnitud absoluta de 1998 QK56 es 17,7.